# پورتو سانتو استفانو
پورتو سانتو استفانو (به ایتالیایی: Porto Santo Stefano) یک منطقهٔ مسکونی در ایتالیا است که در مونته آرجنتاریو واقع شده‌است. پورتو سانتو استفانو ۸٬۸۱۰ نفر جمعیت دارد و ۵ متر بالاتر از سطح دریا واقع شده‌است.